# Louis de Pointe du Lac
Louis de Pointe du Lac is een personage uit De vampierkronieken van Anne Rice. Hij speelt een belangrijke rol in het beroemde Interview with the Vampire, het eerste deel van de serie, maar ook in De Mayfair Heks, een boek dat de Vampieren-serie verbindt met de Heksen-serie De Mayfair Heksen.
Louis de Pointe du Lac is een kalme, vriendelijke en zeer beminnelijke vampier, die immer worstelt met zijn identiteit als vampier. Zijn jonge lichaam is lang geleden getransformeerd door Lestats krachtige vampierbloed, waarna hij tezamen met zijn 'schepper' het jonge meisje Claudia een 'vampierleven' heeft geschonken. Zijn geliefde Claudia is echter reeds vroeg gestorven, nadat de twee wraak genomen hebben op hun dominante 'schepper' Lestat. Zij is ter dood gebracht door de vampier-kolonie van het decadente Parijs (zie: Interview with the Vampire).
Sinds Louis heeft gehoord dat haar geest is verschenen aan Jesse Reeves van de Talamasca, is Claudia’s rusteloze geest een obsessie voor hem geworden. Hij wil haar geest zien, en als David Talbot hem vertelt dat Merreck Mayfair dit eventueel voor hem kan doen, zet hij David onder grote druk om Merreck in te schakelen. Uiteindelijk raakt hij geheel in de ban van Merreck, en verloopt de 'oproepingsceremonie' rampzalig. Hierna neemt hij alle schuld op zich, en tracht zelfmoord te plegen (zie: De Mayfair Heks):
In de film Interview with the Vampire: The Vampire Chronicles wordt de rol van Louis gespeeld door Brad Pitt.